# Roland Brückner
Roland Brückner (Köthen, 14 dicembre 1955) è un ex ginnasta tedesco.

## Palmarès

### Olimpiadi
- 5 medaglie:
  - 1 oro (Mosca 1980 nel corpo libero)
  - 1 argento (Mosca 1980 nel concorso a squadre)
  - 3 bronzi (Montréal 1976 nel concorso a squadre; Mosca 1980 nel volteggio; Mosca 1980 nelle parallele)

### Mondiali
- 2 medaglie:
  - 1 oro (Fort Worth 1979 nel corpo libero)
  - 1 bronzo (Strasburgo 1978 nel concorso a squadre)

### Europei
- 1 medaglia:
  - 1 oro (Roma 1981 nel corpo libero)

### Giochi dell'Amicizia
- 2 medaglie:
  - 1 oro (Olomouc 1984 nel corpo libero)
  - 1 bronzo (Olomouc 1984 nel concorso a squadre)